# 馮印雪
馮印雪（1893年—1964年），原名馮祖祺，號乙庵，廣東南海（今屬佛山市南海區）人。詩人、教育家、書畫家。 1919年，與兄長馮秋雪、大嫂趙連城在澳門創辦佩文學校。1924年，與兄嫂、劉君卉、黃沛功、梁彥明、周佩賢等創立“雪社”，致力詩詞創作。

## 生平
馮印雪以吟詠為樂，黃節居住澳門時，頗為賞識他。又能書畫，與嶺南畫派創始人高劍父為摯友，後稱為弟子。高劍父在佛山創立春睡畫院，他擔任秘書。1919年，與兄長馮秋雪、大嫂趙連城在澳門創辦佩文學校。1924年，與兄嫂、劉君卉、黃沛功、梁彥明、周佩賢等創立“雪社”，致力詩詞創作。
1956年，擔任澳門美術研究會（今澳門美術協會）副理事長；又歷任嶺南、粵華、培正等中學教員，也曾擔任越南河內中華學校校長。在澳門從事教育工作近五十年。工詩文、擅書法。著有 《印雪詩鈔》。

### 書法成就
其深入研究隸書《石門頌》，一生與隸書《石門頌》結下了不解之緣。《石門頌》開創了奔放飄逸的書風，對後世影響尤其深遠，歷來深受書法家喜愛和推崇。其臨摹《石門頌》非常成功。他勇於臨摹和創新，用筆以圓筆為主，以籀篆筆法圓起圓收，略加波磔，使線條圓渾舒展，又有自然生動的起伏變化。筆劃粗細較為均勻，行筆沒有刻意的頓挫，藏鋒起筆無明顯的“蠶頭”，收筆含蓄亦少有裝飾性的“雁尾”。他逆筆藏鋒，中鋒行筆，同時折筆處時而筆斷意連，時而提筆暗轉，直中含曲，勁健而不僵硬，臨摹用筆豐富。 在大量臨摹《石門頌》的基礎上，1933年，創作《石門頌集聯》。他從臨摹到創作，書法的藝術特性比其他藝術依賴“臨摹”入門和修習的途徑，同時更加注重“創作”蛻化和昇華的境界。作為詩人的他，深厚的文化修養是他從臨摹到創作飛躍的基礎。 對於其創作《石門頌集聯》的成就，國民黨元老、中山大學校長鄒魯的題識“漢隸於剛健中饒秀逸氣，以石門頌為最，今觀馮君印雪此作，直窺堂奧，集聯尤雅馴，可喜！”而嶺南畫派大師高劍父的評價更高“印雪弟習漢隸有年，前歲赴越南從事教育事業，不通（問）者將歲，今見其集石門頌碑字聯冊，功力較前邁進，知其隸法必有得於心也。以石門頌碑字無多，而竟能集至五十聯，且聯話皆可喜者，益足貴矣！”

### 晚年
1964年，馮印雪去世，終年71歲。
2002年，其後人將其書畫遺作和其他文物捐贈給澳門博物館珍藏。

### 簡短版生平
馮秋雪，名平，號西谷，廣東南海（今屬佛山市南海區）人。詩人。趙連城丈夫、馮印雪兄長。 少年時代，秋雪入讀陳子褒創辦的澳門灌根學塾；在澳加入同盟會，投身辛亥革命和討袁鬥爭；後在澳門從事文化教育事業。他與友人合辦南華印字館，出版《詩聲月刊》。1919年，他與妻子趙連城、弟弟馮印雪創辦佩文小學，並擔任校長。 1924年，秋雪與趙連城、馮印雪、劉君卉、黃沛功、梁彥明、周佩賢等創辦“雪社”，成為主要負責人；並參與創辦澳門中華教育會。1927年大革命失敗後，受楊匏安等人的委託，秋雪將佩文小學擴充為中學，利用學校和印字館進行革命活動。他被澳葡當局逮捕，經謝英伯營救獲釋。抗戰初期，秋雪擔任中山大學戰地服務團駐港辦事處主任；香港淪陷後，避居廣西桂林、昭平等地。 新中國成立後，秋雪擔任廣州市文史研究館館員。 1969年，秋雪在廣州病逝，終年77歲。